# Средняя Чукча
Средняя Чукча — река в Усть-Цилемском районе Республики Коми (Россия), впадает в протоку Мещанский Шар (левая протока Печоры).
Длина реки — 63 км. Берёт начало на Тобышской возвышенности. В верхней половине течёт на юго-восток, в средней части поворачивает на восток, вблизи устья отклоняется на северо-восток. Впадает в Мещанский Шар в 9 км от его устья (около 318 км от устья Печоры) и в 7,5 км к юго-западу от села Окунев Нос.

## Данные водного реестра
По данным государственного водного реестра России относится к Двинско-Печорскому бассейновому округу, водохозяйственный участок реки — Печора от водомерного поста Усть-Цильма и до устья, речной подбассейн реки — бассейны притоков Печоры ниже впадения Усы. Речной бассейн реки — Печора.
Код объекта в государственном водном реестре — 03050300212103000081076.